# Seidasrivier
De Seidasrivier (Zweeds: Seidasjohka) is een rivier die stroomt in de Zweedse gemeente Kiruna. De rivier krijgt haar water, net als haar buurrivier Seidasčuolmmarivier van de Seidas, een berg van ongeveer 650 meter hoogte. Seidascuolmmarivier krijgt haar water van de zuidwesthellingen van de berg, stroomt daarna zuidwaarts en levert haar water na 4 kilometer aan de Tavvarivier.
Afwatering: Seidasrivier → Tavvarivier → Lainiorivier → Torne → Botnische Golf